# Tour de Alberta 2017
La 5.ª edición del Tour de Alberta se corrió entre el 1 al 4 de septiembre de 2017. El recorrido consistió de un total de 4 etapas sobre una distancia total de 541,1 km.
La carrera formó parte del calendario UCI America Tour 2017 dentro de la categoría 2.1 y fue ganada por el ciclista estadounidense Evan Huffman del equipo de categoría continental Rally.

## Equipos participantes
Tomaron la partida un total de 11 equipos, de los cuales 1 fue de categoría UCI WorldTeam, 1 Continental Profesional y 9 Continentales, quienes conformaron un pelotón de 82 ciclistas de los cuales terminaron 76.
| WorldTeam- Cannondale-Drapac Equipo continental profesional- UnitedHealthcare Equipos continentales (9)- Holowesko Citadel - Rally Cycling - Jelly Belly-Maxxis - Silber - Elevate-KHS - Medellín-Inder - Aevolo - H&R Block - Garneau-Québecor |
| |

## Etapas
| Etapa     | Fecha    | Recorrido                   | type            | Distancia (km) | Ganador        | Líder        |
| --------- | -------- | --------------------------- | --------------- | -------------- | -------------- | ------------ |
| 1.ª etapa | 1 de sep | Jasper – Marmot Basin       | etapa escarpada | 162            | Evan Huffman   | Evan Huffman |
| 2.ª etapa | 2 de sep | Spruce Grove – Spruce Grove | etapa escarpada | 139            | Wouter Wippert | Evan Huffman |
| 3.ª etapa | 3 de sep | Edmonton – Edmonton         | etapa escarpada | 116            | Alex Howes     | Evan Huffman |
| 4.ª etapa | 4 de sep | Edmonton – Edmonton         | etapa escarpada | 124,1          | Wouter Wippert | Evan Huffman |

## Clasificaciones
Las clasificaciones finalizaron de la siguiente forma:

### Clasificación general
| \| Clasificación general \| Clasificación general \| Clasificación general \| Clasificación general \| Clasificación general \| \| Ciclista \| Ciclista \| Equipo \| Tiempo \| \| \| --------------------- \| --------------------- \| ----------------------- \| --------------------- \| --------------------- \| \| 1.º \| Evan Huffman \| Rally Cycling \| 12 h 00 min 55 s \| \| \| 2.º \| Sepp Kuss \| Rally Cycling \| + 18 s \| \| \| 3.º \| Alex Howes \| Cannondale-Drapac \| + 31 s \| \| \| 4.º \| Tom Slagter \| Cannondale-Drapac \| + 31 s \| \| \| 5.º \| Christopher Jones \| UnitedHealthcare \| + 33 s \| \| \| 6.º \| Jack Burke \| Aevolo \| + 35 s \| \| \| 7.º \| Colin Joyce \| Rally Cycling \| + 36 s \| \| \| 8.º \| Rob Britton \| Rally Cycling \| + 41 s \| \| \| 9.º \| James Piccoli \| Elevate-KHS Pro Cycling \| + 50 s \| \| \| 10.º \| Nigel Ellsay \| Silber Pro Cycling \| + 51 s \| \| |                   |                         |                  |
| |                   |                         |                  |
| Fuente: ProCyclingStats |                   |                         |                  |
| Clasificación general |                   |                         |                  |
| Ciclista | Ciclista          | Equipo                  | Tiempo           |
| 1.º | Evan Huffman      | Rally Cycling           | 12 h 00 min 55 s |
| 2.º | Sepp Kuss         | Rally Cycling           | + 18 s           |
| 3.º | Alex Howes        | Cannondale-Drapac       | + 31 s           |
| 4.º | Tom Slagter       | Cannondale-Drapac       | + 31 s           |
| 5.º | Christopher Jones | UnitedHealthcare        | + 33 s           |
| 6.º | Jack Burke        | Aevolo                  | + 35 s           |
| 7.º | Colin Joyce       | Rally Cycling           | + 36 s           |
| 8.º | Rob Britton       | Rally Cycling           | + 41 s           |
| 9.º | James Piccoli     | Elevate-KHS Pro Cycling | + 50 s           |
| 10.º | Nigel Ellsay      | Silber Pro Cycling      | + 51 s           |

### Clasificación por puntos
| Clasificación por puntos | Clasificación por puntos | Clasificación por puntos      | Clasificación por puntos | Clasificación por puntos |
| Ciclista                 | Ciclista                 | Equipo                        | Puntos                   |                          |
| ------------------------ | ------------------------ | ----------------------------- | ------------------------ | ------------------------ |
| 1.º                      | Wouter Wippert           | Cannondale-Drapac             | 42 pts                   |                          |
| 2.º                      | John Murphy              | Holowesko Citadel Racing Team | 31 pts                   |                          |
| 3.º                      | Alex Howes               | Cannondale-Drapac             | 27 pts                   |                          |

### Clasificación de la montaña
| Clasificación de la montaña | Clasificación de la montaña | Clasificación de la montaña | Clasificación de la montaña | Clasificación de la montaña |
| Ciclista                    | Ciclista                    | Equipo                      | Puntos                      |                             |
| --------------------------- | --------------------------- | --------------------------- | --------------------------- | --------------------------- |
| 1.º                         | Alexander Cowan             | Silber Pro Cycling          | 27 pts                      |                             |
| 2.º                         | Zeke Mostov                 | Aevolo                      | 25 pts                      |                             |
| 3.º                         | Sepp Kuss                   | Rally Cycling               | 24 pts                      |                             |

### Clasificación sub-23
| Clasificación sub-23 | Clasificación sub-23 | Clasificación sub-23          | Clasificación sub-23 | Clasificación sub-23 |
| Ciclista             | Ciclista             | Equipo                        | Tiempo               |                      |
| -------------------- | -------------------- | ----------------------------- | -------------------- | -------------------- |
| 1.º                  | Jack Burke           | Aevolo                        | 12 h 01 min 30 s     |                      |
| 2.º                  | Luis Villalobos      | Aevolo                        | + 37 s               |                      |
| 3.º                  | Brendan Rhim         | Holowesko Citadel Racing Team | + 2 min 56 s         |                      |

### Clasificación por equipos
| Clasificación por equipos | Clasificación por equipos | Clasificación por equipos | Clasificación por equipos |
| Equipo                    | Equipo                    | Tiempo                    |                           |
| ------------------------- | ------------------------- | ------------------------- | ------------------------- |
| 1.º                       | Rally Cycling             | 36 h 03 min 50 s          |                           |
| 2.º                       | UnitedHealthcare          | + 1 min 24 s              |                           |
| 3.º                       | Jelly Belly-Maxxis        | + 1 min 41 s              |                           |